# Бгумі
Бгу́мі (санскр. भूमि Bhūmi IAST), Бгуде́ві (Бгуміде́ві, санскр. भूमी देवी Bhūmīdevī IAST) — богиня землі і родючості в індуїзмі, дружина однієї з аватар Вішну Варахи і одна з двох форм Лакшмі (друга — це Шрідеві, яка вічно залишається з Нараяною). Вайшнавська традиція вважає, що велика тамільська свята і єдина жінка з Альварів Андал була втіленням Бгумі. Сином Бгумі був демон Наракасура. Бгумі також була матір'ю Сіти. У «Рамаяні» описується, що коли Сіта остаточно залишає свого чоловіка Раму, вона повертається до Бгумідеві.

## Іконографія
Бгумі зображують, що сидить на квадратній платформі, яка покоїться на спинах чотирьох слонів, які представляють чотири сторони світу. У своїй чотирирукій формі, Бгумі тримає в руках такі атрибути, як гранат, ємність з водою, і два горщики: один з цілющими травами, а інший — з овочами.В дворукій формі Бгумі зображується з синім лотосом в правій руці.Її ліва рука при цьому складена в Абгая-мудру (мудра безстрашності) або в лолагаста-мудру — естетичну мудру, що імітує хвіст корови.